# الرماد والدم
الرماد والدم هو فيلم من نوع دراما أُصدر في 2009. الفيلم من إخراج فاني اردانت.

## القصة
تقع أحداث الفيلم في مارسيليا.

## طاقم التمثيل
- فاني اردانت
- Olga Tudorache  [لغات أخرى]‏
- Vlad Rădescu [الإنجليزية]‏
- Claire Bouanich  [لغات أخرى]‏
- Abraham Belaga  [لغات أخرى]‏
- مارك روشمان [الإنجليزية]‏
- Oana Pellea [الإنجليزية]‏
- إيون بيسويو
- رونيت القبص
- Răzvan Vasilescu [الإنجليزية]‏
- تيودور إستودور

## وصلات خارجية
- الرماد والدم على موقع IMDb (الإنجليزية)
- الرماد والدم على موقع ألو سيني (الفرنسية)
- الرماد والدم على موقع Turner Classic Movies (الإنجليزية)
- الرماد والدم على موقع أول موفي (الإنجليزية)
- الرماد والدم على موقع فيلمافينيتي (الإسبانية)
- الرماد والدم على موقع قاعدة بيانات الفيلم (الإنجليزية)
- الرماد والدم على موقع ليتربوكسد (الإنجليزية)
- الرماد والدم على موقع كينوبويسك (الروسية)